# Columna Jaume Graells
La Columna Jaume Graells era una unitat militar de l'exèrcit republicà durant la guerra civil espanyola, que deu el seu nom al militant comunista gracienc Santiago Graell Solà, mort a Barcelona el 17 de juliol de 1936 durant els aldarulls, assassinat per l'esquena segurament per un del germans Ascaso, militants anarquistes. El nom que va donar-se a la columna, en homenatge al militant comunista mort, va ser modificat per la directiva de les JSUC, canviant el "Santiago" (com sempre s'havia dit i com tothom el coneixia) substituït per "Jaume". També el cognom (Graell) apareix sovint incorrectament com a "Graells". En Santiago Graell era responsable de la secció d'Agitació i Propaganda i havia estat condecorat directamente des de Moscou per la seva activitat propagandística.
Es tractava d'una agrupació de dues centúries que sortí de Barcelona el 15 de setembre de 1936 cap al Front d'Aragó.
L'organització de la columna de les Joventuts Socialistes Unificades fou al Maresme, i comptà amb 150 homes el novembre de 1936. Entre les primeres accions de la Columna durant la guerra civil espanyola està l'expedició a Mallorca on van patir greus baixes. Reorganitzada posteriorment, va ser comandada per l'italià Nino Nannetti i fou enviada al front de Madrid i Guadalajara, juntament amb altres columnes comunistes, integrant-se a la 35a brigada mixta.